# Anton de Rheita
Anton (ou Antonius) Maria Schyrlaeus (également Schyrl, Schyrle et Schyrleus) de Rheita (Antonín Maria Šírek z Reity, né en 1604 et mort en 1660) est un astronome et opticien. Il a développé plusieurs pièces d'optique utilisées, notamment, dans des lunettes astronomiques. Il est particulièrement connu pour avoir publié une carte lunaire dans Oculus Enoch et Eliae (1645).
Opposant de Copernic, Rheita a vécu un temps en Italie et est mort à Ravenne. Le cratère lunaire Rheita, et conséquemment la vallée lunaire Vallis Rheita, ont été nommés en son honneur.